# Metzgergasse 14 (Coburg)

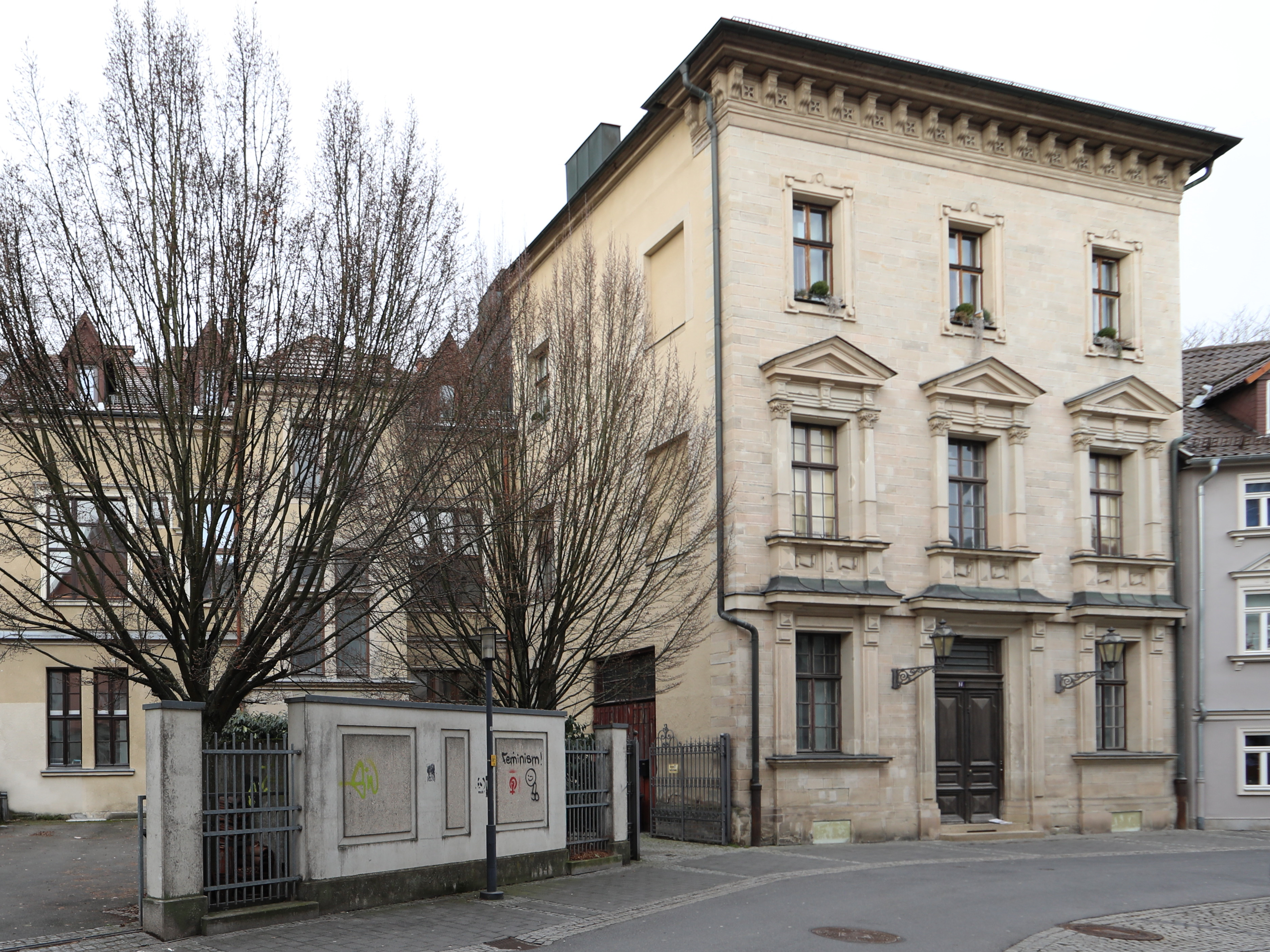
Metzgergasse 14 in Coburg

Das Wohnhaus Metzgergasse 14 steht in der oberfränkischen Stadt Coburg westlich des Marktplatzes. Das denkmalgeschützte Gebäude wurde 1872 in Formen der Neorenaissance errichtet und als rückwärtiger Teil mit dem Haus Ernstplatz 3 baulich vereinigt.

## Geschichte
Im Jahr 1577 erfolgte erstmals die Erwähnung eines Hauses auf dem Grundstück, das 1730 als ein Mittelbau mit zwei Stockwerken, drei Stuben und einem Keller beschrieben wurde. Es stand hinter der mittelalterlichen Stadtbefestigung. Der belgische Bauherr und Architekt Adolf Schuster erwarb 1872 das Gebäude der Familie Heimrich. Er ließ es durch einen repräsentativen Neubau ersetzen und vereinigte diesen mit dem rückwärtigen Haus Ernstplatz 3.

## Baubeschreibung
Das dreigeschossige, palaisartige Gebäude steht westlich vom Coburger Marktplatz dominierend in der Metzgergasse. Es wurde im Stil der Neorenaissance gestaltet und ist durch eine aufwändige, dreiachsige Straßenfassade geprägt. Das mittige Portal und die Fenster in den beiden unteren Geschossen besitzen kräftige vertikale Rahmungen. Die Sturzgebälke der Fassadenöffnungen des Erdgeschosses sind die Basis für die Pilastersockel auf den Brüstungsfeldern des ersten Obergeschosses. Dort haben die Fenster als oberen Abschluss Dreiecksgiebel. Einfacher gestaltet sind die Fenster im zweiten Obergeschoss mit Ohrungen und Kreismotiven. Den oberen Abschluss bildet als Traufe des flachen Walmdaches ein Kranzgesims mit einem Konsolfries. Die kurzen Nebenseiten des Hauses zeigen außer dem Konsolfries auf der rechten Fassadenseite keine Dekorationen.